# Scraptia zonitoides
Scraptia zonitoides es una especie de coleóptero de la familia Scraptiidae.

## Distribución geográfica
Habita en Sudamérica.